# Muntanya de Cabrera
La Muntanya de Cabrera és una muntanya de 283 metres que es troba al municipi de Celrà, a la comarca del Gironès.
Al sud-oest de la masia de Can Corney va existir-hi una mina de barita, on es van explotar petits filons amb galena, calcita, baritina i quars.